# Henri-Raymond Casgrain
Pour les articles homonymes, voir Casgrain.
Pour les autres membres de la famille, voir Famille Casgrain.
Henri-Raymond Casgrain, dit l'abbé Casgrain, né le 16 décembre 1831 et mort le 11 février 1904, fut un historien, un critique littéraire, un censeur et un homme d'Église québécois.

## Biographie
Natif de Rivière-Ouelle, Henri-Raymond Casgrain est le fils de Charles-Eusèbe Casgrain, député qui s'opposa aux 92 résolutions. Se destinant d'abord à la carrière de médecin, il complète ses études en théologie et reçoit le sacrement de l'ordre le 5 octobre 1856 de Mgr Pierre-Flavien Turgeon. Il enseigne jusqu'en 1859, après quoi il est excusé pour raisons de santé.
Henri-Raymond Casgrain étudie au collège de Sainte-Anne-de-la-Pocatière à partir de 1843. C’est là qu’il fait la rencontre de l’abbé Pierre-Henri Bouchy, pédagogue français venu au Québec entre 1842 et 1855. C’est ce dernier qui initie le jeune Casgrain, en outre, à la littérature romantique. Dans son ouvrage Les Guêpes canadiennes, l’historien Augustin Laperrière souligne que « Le jeune Casgrain avait pour professeur d’humanité un homme d’une belle science et d’un grand esprit qui, lui, ne s’effrayait pas comme ses confrères. C’était M. Bouchy […] Sous cette habile direction, les talents du jeune homme prirent un rapide développement. »
Cette complicité entre maître et élève est propice au développement d’une relation mentorale en marge de la didactique prescrite au collège Sainte-Anne-de-la-Pocatière. Sous la tutelle du prêtre français le jeune Henri-Raymond Casgrain s’adonne à la lecture des œuvres romantiques. Kenneth Landry rappelle à cet effet que le mentor français « avait initié [Casgrain] aux auteurs romantiques lors de son passage à Sainte-Anne-de-la-Pocatière. »  C’est même sous les recommandations du mentor français que Casgrain réécrit Atala (1850), son premier ouvrage, alors qu’il effectue un voyage au Saguenay[Lequel ?]. Selon l’historien Wilfrid Lebon, Pierre-Henri Bouchy fait partie du voyage : « En 1850, Monsieur [François] Pilote fait un voyage au Saguenay dans les intérêts de la ‘’Société de l’Islet et Kamouraska’’. […] Il a pour compagnon les séminaristes Saint-Aubin, Pierre[-Minier] Lagacé, l’abbé Bouchy et les écoliers H.-Raymond Casgrain et Alphonse Casgrain. »  Cette coïncidence suggère que la prose romantique de l’auteur d’Atala n’inspire pas tant le jeune Casgrain que la présence, en chair et en os, de son propre mentor, lui-même grand amateur d’ouvrages romantiques.
Casgrain joue un rôle important dans l'histoire de la littérature canadienne : il est en effet son premier critique et censeur officiel. Le sacerdoce lui permettait d'exercer librement son loisir littéraire, et sa fonction de censeur lui permit d'écarter les ouvrages auxquels il objectait. Il interdit notammentL'Influence d'un livre de Philippe-Ignace-François Aubert de Gaspé, premier roman canadien français publié au Canada.

Il commence à publier en 1860 dans Le Courrier du Canada. Ses premiers écrits sont des contes et légendes. La même année, il est nommé vicaire à Québec. Il profite de sa nomination pour visiter la librairie d'Octave Crémazie et enrichir ses connaissances sur l'histoire du Canada. C’est à l’hiver 1853 que Casgrain rencontre le poète national dans l’arrière-boutique de sa librairie alors située au 12 rue de la Fabrique à Québec. À cette époque, son ancien professeur du collège Sainte-Anne-de-la-Pocatière, l’abbé Pierre-Henri Bouchy, table sur la réédition des manuels de plain-chant commandés par le premier concile de la province ecclésiastique de Québec. Durant ses loisirs, l’abbé Bouchy  ne manque pas de fréquenter Octave Crémazie chez qui il se procure divers ouvrages littéraires, musicaux et autres. Lorsque Casgrain arrive dans la capitale, précisément le 2 février 1853, il retrouve son ancien professeur qui lui présente les frères libraires Jacques et Octave Crémazie.
Il fonde alors l'École littéraire de Québec dans la librairie de Crémazie, mouvement destiné à donner une littérature nationale au Canada-français.
Avec ce mouvement, Casgrain est le créateur de deux revues : Les Soirées Canadiennes et Le Foyer Canadien. Il a un conflit éditorial avec Léger Brousseau et doit alors quitter la première revue.
Casgrain devient biographe et écrit la vie de Marie de l'Incarnation — à laquelle il consacre un volume entier en plus d’un court portrait —, François-Xavier Garneau et George-Barthélemy Faribault. Il se rapproche aussi des idées d'Alexis Pelletier, partisan du gaumisme dans l'instruction publique.
Souffrant de maladie oculaire, et dorénavant confiné à son village natal, il doit abandonner la prêtrise pendant les années 1870. Cela ne fait qu'accroître son effort et son intérêt pour les questions sociales du Canada, et il publie plus souvent.
Ses services sont réquisitionnés par l'intendant à l'éducation, Gédéon Ouimet, et avec ses amis éditeurs, il vend 80 000 ouvrages, ce qui lui permet de vivre bien et distribuer ses gains aux communautés religieuses. Il reçoit un doctorat honorifique à l'Université Laval en 1877.
Il voyage en France et aux États-Unis pendant l'hiver pour se cultiver et pour rencontrer des archivistes étrangers. Par exemple, il profite du capital social de l’abbé Pierre-Henri Bouchy lors des nombreux voyages qu’il effectue en France. Grâce à son ancien professeur, il rencontre plusieurs personnalités françaises parmi lesquelles on retrouve Charles Forbes Montalembert, Madame Apollonie Cabot de la Fare (veuve de Charles de Régis de Gatimel), le comte de Pange, le baron et la baronne de Belfort et les curés de Burey-la-Côte, de Domrémy, de Vaucouleurs et de Chalaine. Entre 1858 et 1899, Henri-Raymond Casgrain effectue plus de 16 voyages en Europe ; il visite son ancien professeur Bouchy au moins en 1858 (à Paris), en 1867 (Chalaine) et en 1873 (Nîmes).
Lors de son séjour à Washington, ils décrivaient les personnes noires présentes comme des « visiteurs à tournure et physionomie vulgaires ».
Dans les années 1890, il s'intéresse beaucoup à l'histoire de l'Acadie et au général Montcalm. Certaines de ses œuvres sont couronnées par l'Académie française.
Il enseigne l'histoire à l'Université Laval jusqu'à la fin de sa vie et se consacre à écrire ses mémoires, intitulés Souvenances canadiennes. En 1889 et 1890, il est aussi le président de la société royale du Canada. Il meurt à Québec le 11 février 1904 à l'âge de 72 ans.
Camille Roy lui succédera comme censeur officiel des lettres au Canada, avec les autres prêtre-critiques. Comme prêtre-historien, la valeur de ses écrits est moins estimée que ceux de FX Garneau ou de l'abbé Ferland en raison du patriotisme qui transparaît ses intentions.
Son influence sur les auteurs canadiens restera importante à la fin du XIXe siècle et au début du XXe siècle. Ses publications posthumes paraissent en 1912, 1924 et 1994. Le séminaire de Québec a un fonds Henri-Raymond Casgrain où sont conservés tous ses documents privés.
Il est indéniable que "ce n'est plus l'œuvre même de Casgrain qui nous fascine aujourd'hui; ce sont davantage ses activités qui visaient à encourager la production, la diffusion et la légitimation de l'ensemble des œuvres de ses contemporains dans le but de créer une littérature nationale."

### Racisme
Sur le sujet de l'importation d’esclaves africains aux États-Unis, il dit: 

« Nous ne parlons pas de cette détestable colonisation africaine qui a jeté la dépravation avec l’esclavage sur une si large part des États-Unis, et dont ils subissent aujourd’hui le châtiment. Quel contraste avec la pureté de nos origines historiques ! Autant on prenait de soin, ici, à créer une colonie morale, autant on jetait, là-bas, d’élément de corruption. »

## Ouvrages publiés
- Légendes canadiennes, 1861
- Le Chevalier Falardeau, 1862
- Histoire de la mère Marie de l'Incarnation, première supérieure des ursulines de la Nouvelle France, 1864
- Auguste-Eugène Aubry, 1865
- Découverte du tombeau de Champlain, 1866
- F.X. Garneau, 1866
- G.B. Faribault, 1867
- Vies des saints pour tous les jours de l'année, 1868
- Les Miettes
- Le pèlerinage de la bonne Sainte-Anne, 1870
- Philippe Aubert de Gaspé, 1871
- Francis Parkman, 1872
- La Pêche aux marsouins dans le fleuve St. Laurent, 1873
- Œuvres complètes de l'abbé H.R. Casgrain, 1875
- Opuscules, 1876
- Histoire de l'Hôtel-Dieu de Québec, 1878
- Le Mémorial des vicissitudes et des progrès de la langue française en Canada, 1879
- Une Paroisse canadienne au XVIIe siècle, 1880; autre édition: Montréal, Libraire Beauchemin, Bibliothèque canadienne, collection Dollard, 1924, 124 pages.
- Œuvres complètes de Octave Crémazie, 1882
- Histoire de la paroisse du Cap-Santé, 1884
- La Jongleuse, 1884
- Une Excursion à l'Île aux Coudres, 1885
- Poésies de Octave Crémazie, 1886
- Pèlerinage au pays d'Évangéline, 1887, prix Marcelin Guérin de l’Académie française en 1888
- Extraits des archives des ministères de la marine et de la guerre à Paris (1755-1760), 1890
- Dix ans au Canada de 1840 à 1850, 1891
- Collection de documents inédits sur le Canada et l'Amérique, 1891
- Montcalm et Lévis, 1891
- David Têtu et les raiders de Saint-Alban, 1891
- L'île Saint-Jean (île du Prince-Édouard) sous le régime français : une seconde Acadie, 1894
- Drames de la forêt canadienne, 1895
- L'Asile du Bon-Pasteur de Québec, d'après les annales de cet institut, 1896
- Les Pionniers canadiens, 1896
- Les Sulpiciens et les prêtres des missions-étrangères en Acadie (1676-1762), 1897
- Notes relatives aux inscriptions du monument de Champlain, 1898
- Champlain : sa vie et son caractère, 1898
- Wolfe and Montcalm, 1898
- Faribault et la famille de Sales Laterrière, 1912
- Antoine Gérin-Lajoie d'après ses mémoires, 1912
- Les Français au Canada, 1923
- Les Héros de Québec, 1923
- De Gaspé et Garneau, 1924
- Les silhouettes littéraires de Placide Lépine, 1994

## Hommages toponymiques
La rue Raymond-Casgrain a été nommée en son honneur, en 1917, dans la ville de Québec.